# Глухолази
Глухолази (пољ. Głuchołazy) град је у Пољској у Војводству опољском. По подацима из 2012. године број становника у месту је био 14 382.
.

## Становништво
| 2012.  |
| ------ |
| 14 382 |

## Партнерски градови
- Јесеник
- Микуловице
- Nieder-Olm, Злате Хори